# Nori (Tolkien)
Norí is een fictief persoon uit het boek De Hobbit van de Engelse schrijver J.R.R. Tolkien.
Hij is een van de dertien dwergen die samen met Bilbo Balings hun rijk onder de eenzame berg gingen heroveren. Hij hoorde net als Bifur en Bombur niet tot de lijn van Durin maar wel tot zijn Volk. Hij was waarschijnlijk de broer van Dori. Ze waren beiden goede fluitisten en hielden ervan om vaak te eten. Na de dood van Smaug bleef hij in het Koninkrijk onder de berg Erebor. Glóin vertelde dat hij daar zevenenzeventig jaar later, tijdens de oorlog om de ring, nog steeds was.
Dwergen: Balin · Bifur · Bofur · Bombur · Dori · Dwalin · Fíli · Glóin · Kíli · Nori · Óin · Ori · Thorin Eikenschild
Bilbo Balings, een hobbit · Gandalf, een tovenaar